# Trilaccodea
Trilaccodea es un género de escarabajos  de la familia Chrysomelidae. En 1902 Spaeth describió el género. Contiene las siguientes especies:
- Trilaccodea ecuadorica Borowiec, 2007
- Trilaccodea langei Spaeth, 1902
- Trilaccodea meridionalis Borowiec, 2004